# 大田区立図書館

大田区立図書館（おおたくりつとしょかん）は、東京都大田区が設置している公共図書館の総称。中央館は大田区立大田図書館。
大田区には大田区立大田図書館を中心とする16館の図書館と、図書館と同様の機能を持つ大田文化の森情報館、資料の予約・受取・返却・レファレンス・利用者登録ができる田園調布せせらぎ館図書サービスコーナーの計18施設がある。

## 歴史

### 開館
1956年（昭和31年）、大田区初の公共図書館として池上図書館が開館した。1956年（昭和31年）時点で公共図書館を有していなかったのは特別区23区中4区のみだったが、開館当初から開架式を採用して館外貸出も行っていた点が特徴である。
1960年（昭和35年）3月には洗足池図書館と蒲田図書館が開館したが、同年7月にハーバード大学図書館副館長のダグラス・W・ブライアントが日本を訪れた際には、たまたま訪れた洗足池図書館の先進性に驚いて世界各国に紹介した。

### 地域館の設置
1966年（昭和41年）には大田区が行政施設建設五カ年計画を制定し、1970年（昭和45年）には大田図書館、1971年（昭和46年）には馬込図書館と浜竹図書館、1972年（昭和47年）には六郷図書館が開館した。
1974年（昭和49年）の大田区議会では人口5万人に1館の図書館を建設する図書館建設計画が発表され、1974年（昭和56年）には入新井図書館、1975年（昭和50年）には下丸子図書館、1976年（昭和51年）には大森南図書館、1981年（昭和56年）には蒲田駅前図書館、1982年（昭和57年）には大森東図書館、1983年（昭和58年）には多摩川図書館、1984年（昭和59年）には久が原図書館、1986年（昭和61年）には大森西図書館が開館した。
その後、1994年（平成6年）には羽田図書館が開館して16館体制となり、2018年（平成30年）時点では世田谷区と並んで最も公共図書館の多い特別区となっている。

### 近年の動向
2001年（平成13年）11月3日には大田文化の森情報館が開館した。2021年（令和3年）1月16日には図書サービスコーナーを有する田園調布せせらぎ館が開館した。

## 図書館の一覧

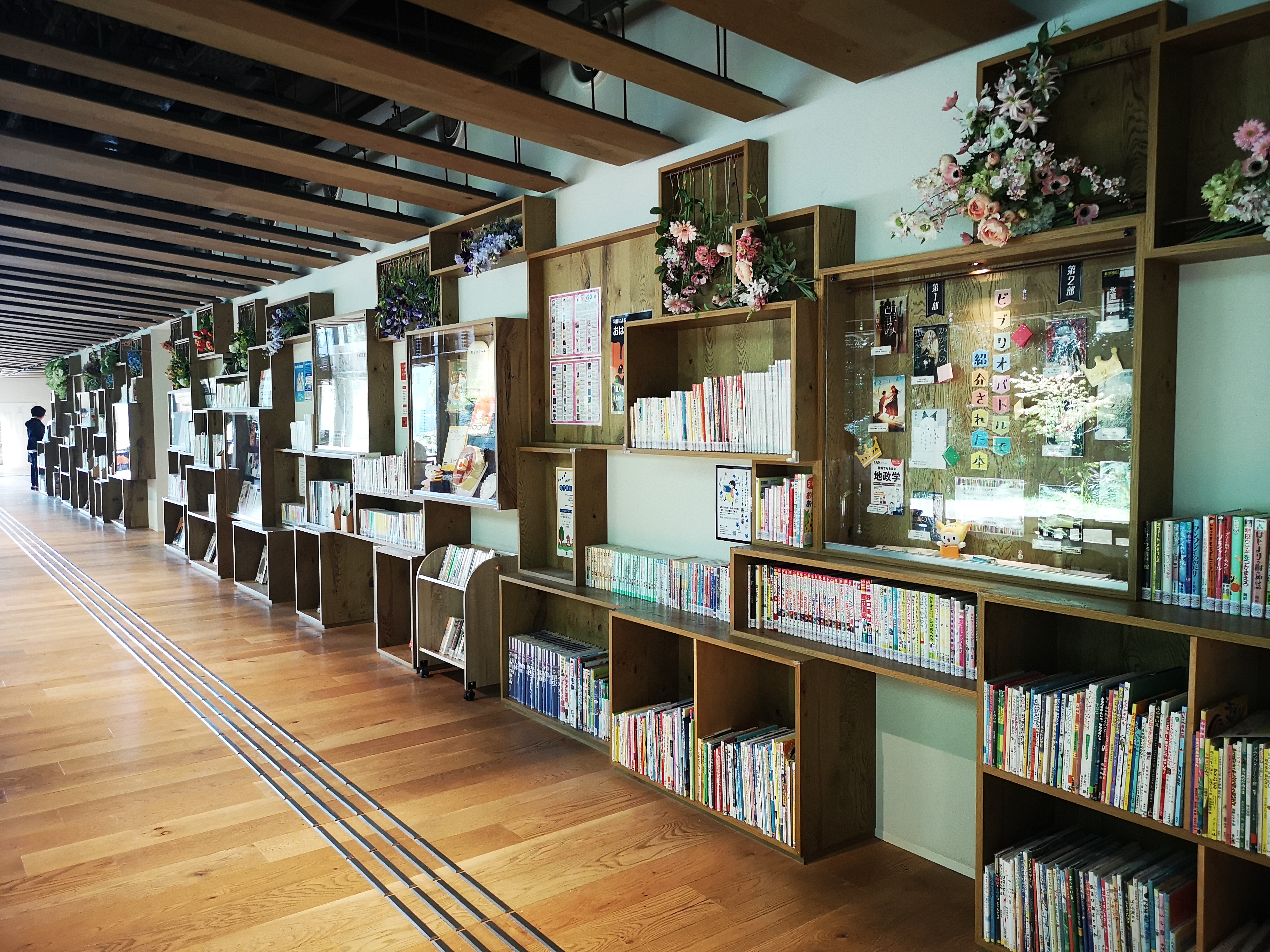
田園調布せせらぎ館図書サービスコーナー

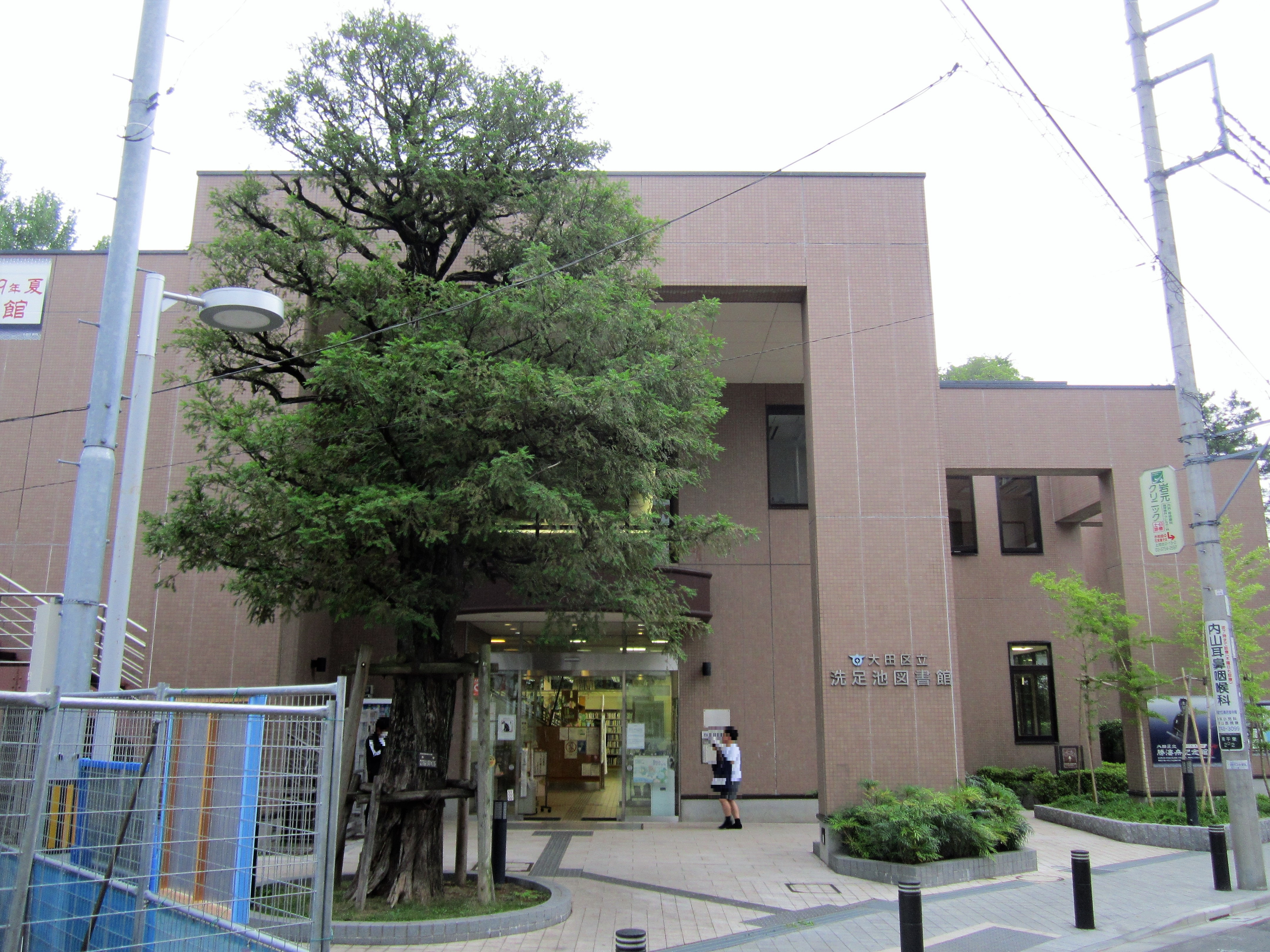
洗足池図書館
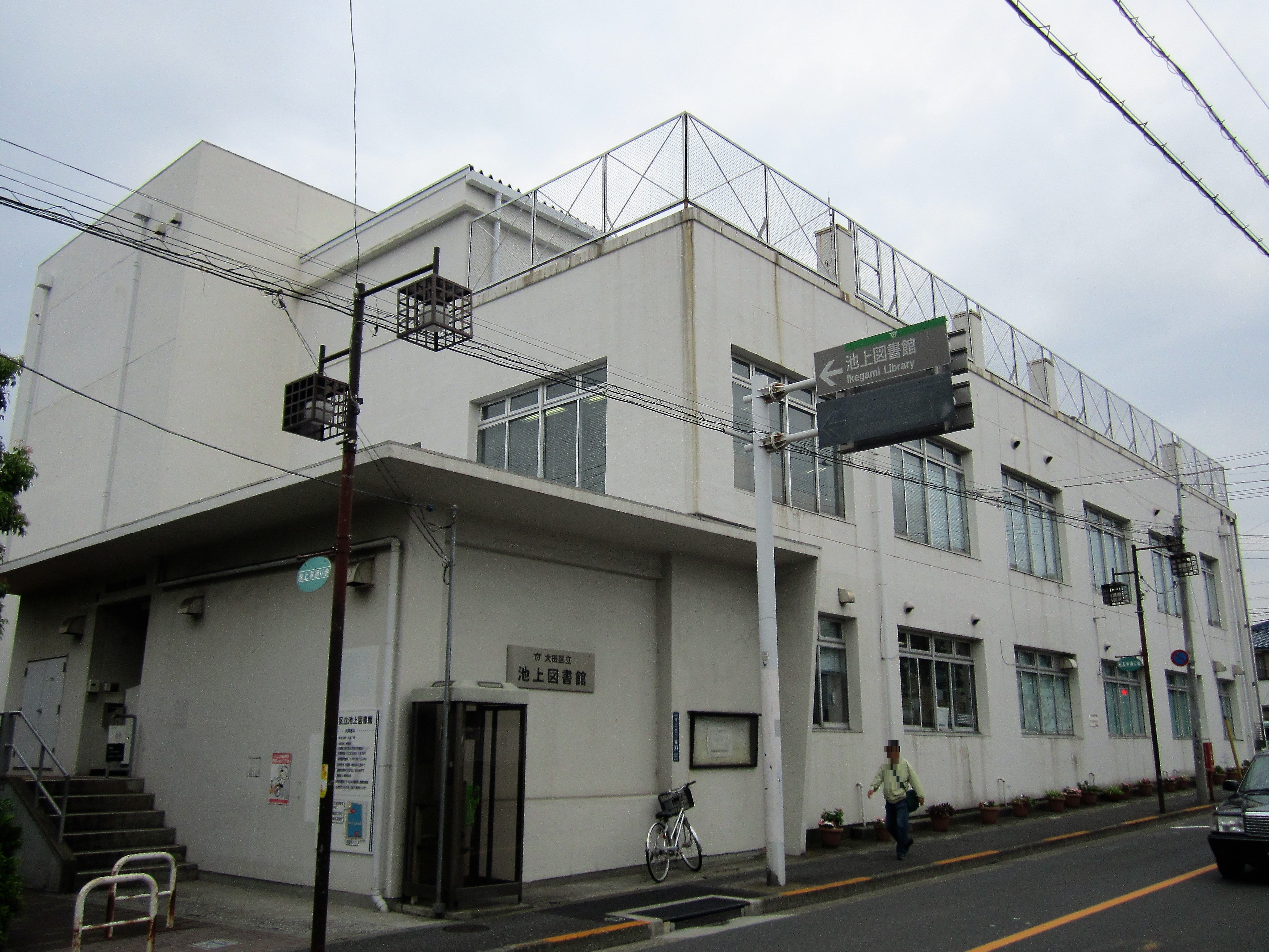
池上図書館
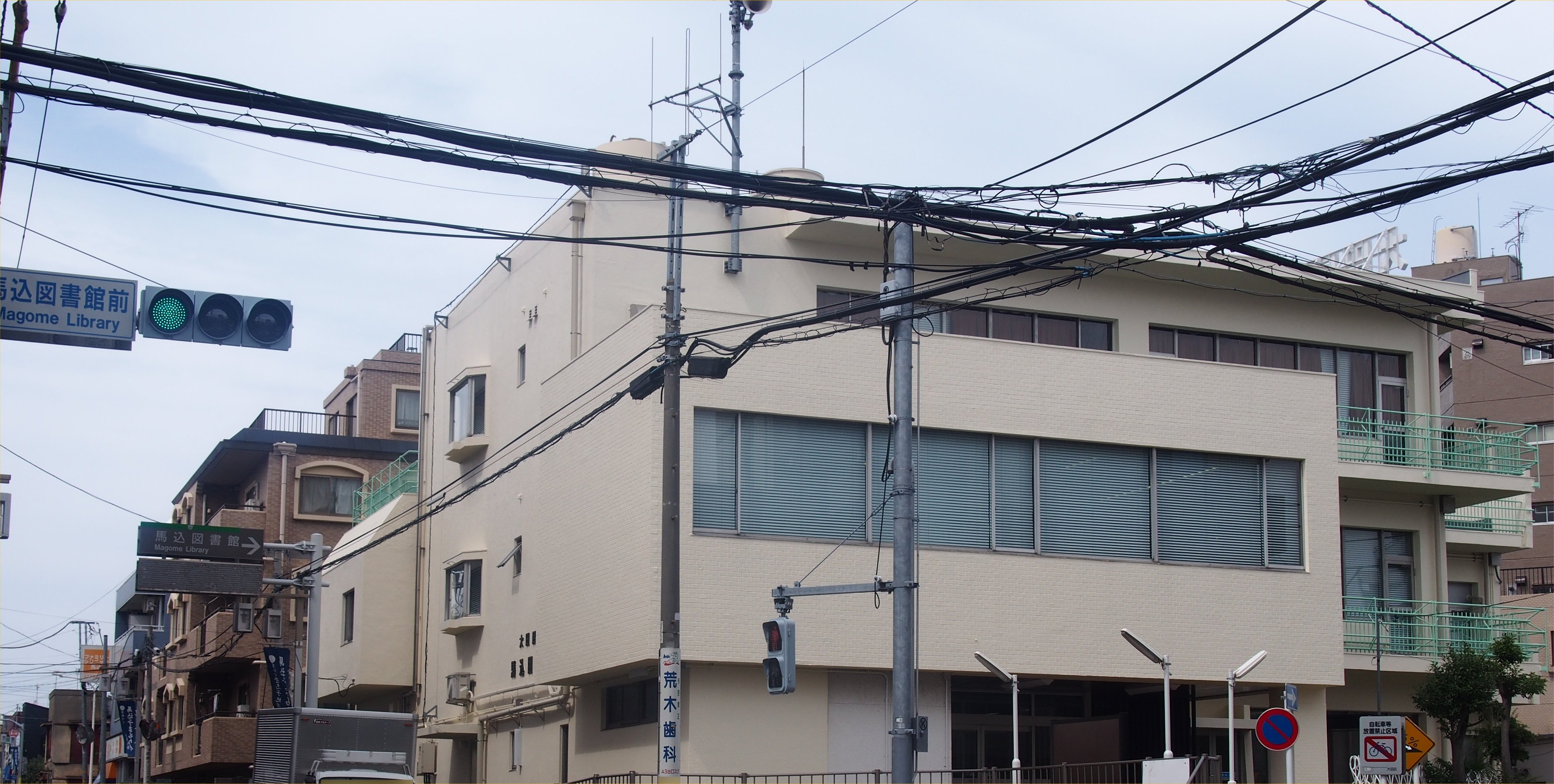
馬込図書館
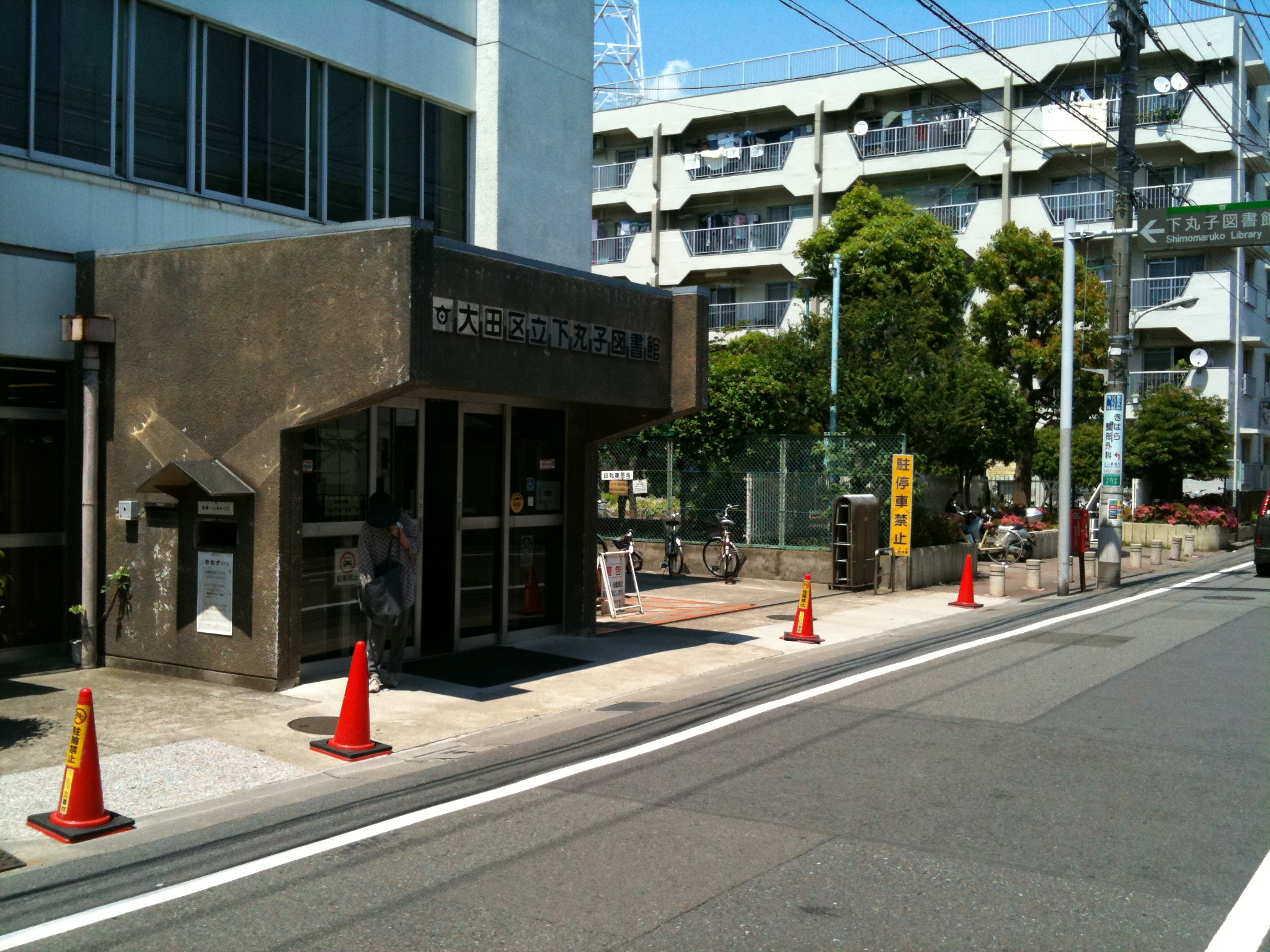
下丸子図書館

| 名前                                    | 所在地                                                | 開館日                   |
| --------------------------------------- | ----------------------------------------------------- | ------------------------ |
| 大田区立大田図書館                      | 大田区田園調布南25番1号                               | 1971年6月                |
| 大田区立大森南図書館                    | 大田区大森南一丁目17番7号                             | 1976年11月               |
| 大田区立大森東図書館                    | 大田区大森東一丁目31番3号-104                         | 1982年5月                |
| 大田区立大森西図書館                    | 大田区大森西五丁目2番13号                             | 1986年8月                |
| 大田区立入新井図書館                    | 大田区大森北一丁目10番14号 大森複合施設ビル Luz大森内 | 1974年8月 2011年3月移転  |
| 大田区立馬込図書館                      | 大田区中馬込二丁目26番10号                            | 1971年5月                |
| 大田区立池上図書館                      | 大田区池上六丁目3番10号 エトモ池上4階                 | 1956年6月 1988年4月移転  |
| 大田区立久が原図書館                    | 大田区久が原二丁目28番4号                             | 1984年10月               |
| 大田区立洗足池図書館                    | 大田区南千束二丁目2番10号                             | 1960年3月 1996年7月改築  |
| 大田区立浜竹図書館                      | 大田区西糀谷三丁目32番7号                             | 1971年8月 2003年10月移転 |
| 大田区立羽田図書館                      | 大田区羽田一丁目11番1号                               | 1994年12月               |
| 大田区立六郷図書館                      | 大田区南六郷三丁目10番3号                             | 仮設中                   |
| 大田区立下丸子図書館                    | 大田区下丸子二丁目18番11号                            | 1975年9月                |
| 大田区立多摩川図書館                    | 大田区多摩川二丁目24番63号                            | 1983年8月                |
| 大田区立蒲田図書館                      | 大田区東蒲田一丁目19番22号                            | 1960年3月 1991年10月移転 |
| 大田区立蒲田駅前図書館                  | 大田区蒲田五丁目13番26-301号                          | 1981年4月                |
| 大田文化の森情報館                      | 大田区中央二丁目10番1号                               | 2001年11月3日            |
| 田園調布せせらぎ館 図書サービスコーナー | 大田区田園調布一丁目53番12号                          | 2021年1月16日            |

出典 : 大田区ウェブサイト。
- 洗足池図書館
- 池上図書館
- 馬込図書館
- 下丸子図書館

## サービス
貸出カードを作成することで館外貸出やインターネット予約などのサービスを利用できる。大田区・品川区・目黒区・世田谷区・渋谷区の在住者、または大田区への通勤者・通学者が貸出カードを作成できる。

### 予約・館外貸出
本を借りることのできる冊数の上限は、図書・雑誌が12点まで、CD、カセットテープ、ビデオテープ、DVD等の視聴覚資料が6点までとなっている。また、期間は貸し出しから二週間だが、次の予約がない場合は延長の手続きができ、手続きから二週間分貸し出し期間が猶予される。ただし、貸出から4週間たっても返却されない場合は、新たな貸し出しと予約受付が中止される。
取り置き期限は資料到着から一週間。ただし、次の予約のない資料については、一週間延長することができる。